# Miguel Bayo

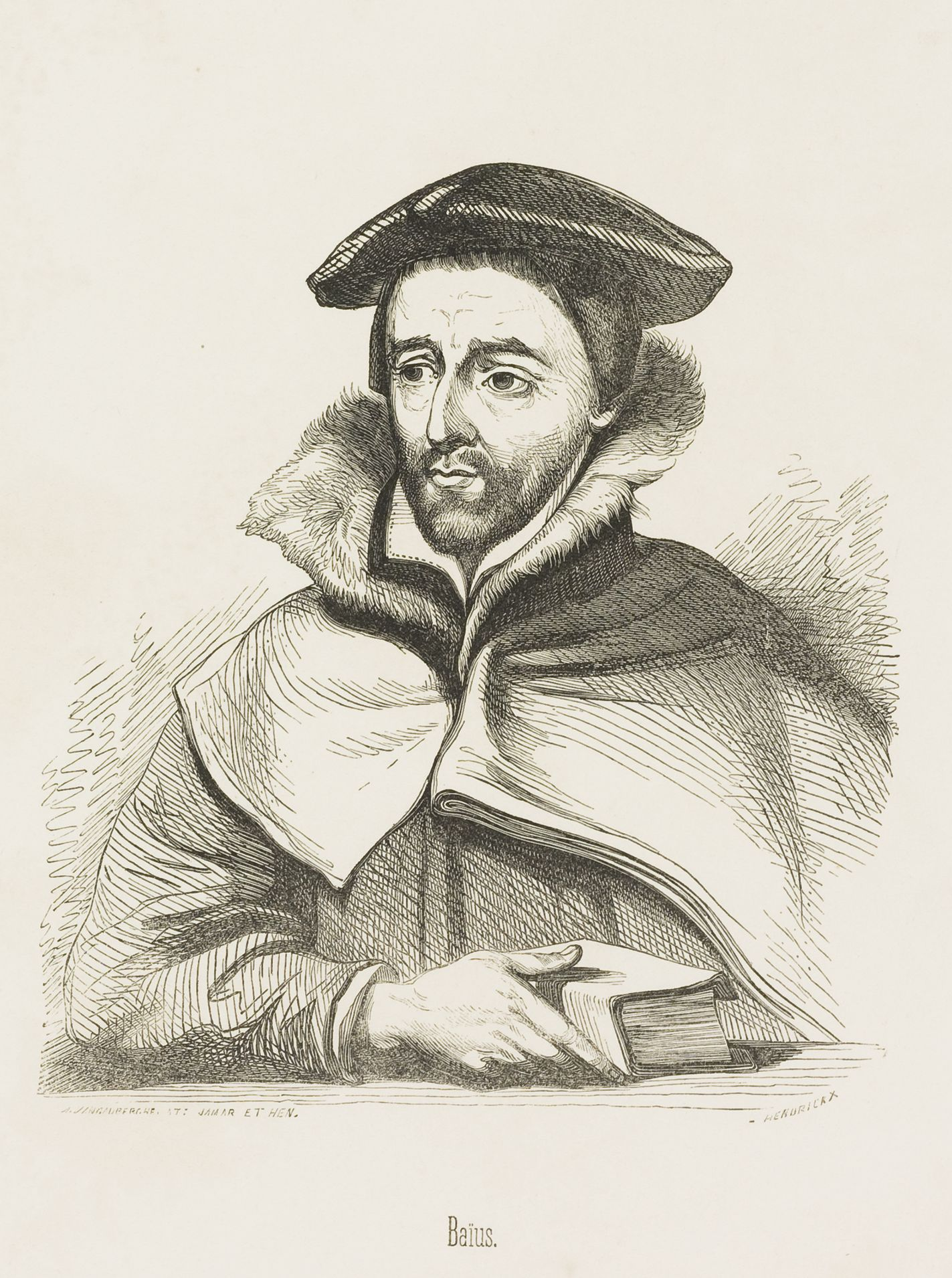
Miguel Bayo.

Miguel Bayo o Miguel du Bay (en latín: Michael Baius) (Mélin, Henao, 1513-1 de septiembre de 1589) fue un sacerdote católico y teólogo flamenco. Profesor de la facultad de Teología de la Universidad de Lovaina. Pío IV le ordenó silencio en 1561 y al no obedecer, fue condenado por la bula Ex omnibus afflictionibus de San Pío V en 1567 y ratificada dicha sentencia por Gregorio XIII en la bula Provisionis nostræ y por Urbano VIII en 1641 con In eminenti Ecclesiæ militæ.

## Biografía
Estudió filosofía y teología en la universidad de Lovaina donde alcanzó el título de magister artium en 1533. Desde 1541 fue rector del colegio de Standonc. En 1544 se convirtió en maestro de filosofía mientras concluía sus estudios de teología, donde alcanzó también el grado de magister en 1550. En 1551 asumió como profesor de Sagrada Escritura del emperador Carlos V. 
Sus estudios de la teología de san Agustín le llevaron a nuevas interpretaciones y tesis de las que 18 fueron condenadas como heréticas por la universidad de la Sorbona. En 1563 participó aunque poco activamente en el Concilio de Trento. Entre 1564 y 1566 realizó una prolífica labor de publicación donde mantenía y profundizaba en las tesis que habían sido condenadas. San Pío V con la bula Ex omnibus afflictionibus condenó 76 tesis relacionadas con los escritos de Bayo sobre la gracia aunque sin mencionarlo directamente. Bayo apeló en 1569, el Papa confirmó la heterodoxia de tales tesis y Bayo renegó públicamente de las afirmaciones condenadas. En 1577 sostuvo una controversia contra el calvinista Felipe Marnix. En 1580, las tesis controvertidas fueron objeto de una nueva condena papal, esta vez por parte de Gregorio XIII, aunque no perdió su título de canciller de Lovaina. Se produjeron disturbios en la universidad que contribuyeron a aclarar la posición de Bayo que quería evitar ser tachado de hereje.
En 1587 participó en la disputa con los jesuitas por la universidad. 

## Pensamiento

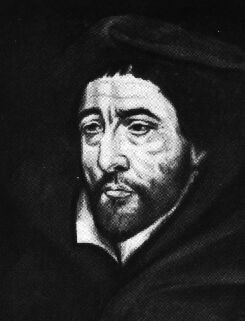
Miguel Bayo.

Llamado bayanismo, las ideas de Bayo giran en torno al tema de la gracia divina y del estado inicial del hombre (antes del pecado): a partir de sus tesis ante estos dos problemas, llega a la conclusión sobre la incapacidad que tienen los no bautizados de realizar actos buenos. El motivo de fondo es subrayar y valorar adecuadamente la redención realizada por Jesucristo.
Según el pensamiento de Bayo, el hombre antes del pecado tenía los dones de amistad con Dios y estaba dotado de una serie de virtudes que impedían cualquier desorden: todas sus facultades estaban ordenadas y actuaban guiadas por la inteligencia iluminada por la fe. Este se puede considerar su estado natural y por tanto, el mal que viene después del pecado es una corrupción de la naturaleza humana; los dones que recibió tras la redención son “naturales” en el sentido de que le devuelven su perfección natural al hombre: la que le es debida en cuanto tal. Esto no significa que tal perfección inicial y redimida no sea un don divino sino sencillamente que es parte de la naturaleza humana. De lo anterior se desprende que el hombre alcanza la vida eterna no por “gracia” sino por sus propios méritos ya que ha recibido con el ser hombre, todo lo necesario para vivir eternamente con Dios. Sin embargo, el daño de la naturaleza humana tras el pecado es tal que el hombre no puede querer el bien ni rechazar la tentación, más aún, el niño que muere sin ser bautizado es condenado al infierno.
El término usado por Bayo para referirse a la corrupción del hombre es servidumbre y con él quiere expresar el desorden de las facultades y la imposibilidad de que la voluntad quiera el bien moral que debe realizar. Es evidente que no se refiere a los bienes naturales de supervivencia.
Otro tema controvertido de su pensamiento era su opinión sobre el primado del obispo de Roma o del Papa. Sostenía no una jurisdicción papal sobre todas las diócesis sino más bien su condición de patriarca universal: de ahí que el Papa no deba interferir en los conflictos entre fieles y sus respectivos obispos ni tenga la potestad para otorgar la jurisdicción sobre una diócesis a ningún obispo.

## Obras
- De libero arbitrio
- De iustitia et de iustificatione
- De sacrificio
- De meritis
- De prima hominis iustitia
- De virtutibus impiorum
- De sacramentis
- De forma baptismati